# Nicholas Payton
Nicholas Payton (New Orleans, 1973. szeptember 26. –) kétszeres Grammy-díjas amerikai trombitás, multiinstrumentalista.
Gyakran publikáló provokatív író, aki számos témához hozzászól, nemcsak a zenéhez, hanem a rasszizmushoz, a politikához és úgy általában az amerikai élethez.
Amikor egyedül vagyok, nem jártatom a számat. Csak a csend tömbjeit járom körül. A csend az, ami szexivé teszi a zenét.

## Pályakép
Édesapja nagybőgős volt. Tíz éves korában már New Orleans-i klubokban játszott. A trombitálás mellett zongorázni tanult Ellis Marsalistól.
Játszott Roy Haynes, Clark Terry, Ray Brown mellett. Második albumával hívta fel magára a figyelmet (Gumbo Nouveau, 1995), három évre rá pedig már Grammy-díjat kapott.
Zeneigazgató volt Elvin Jones együttesében, egyik tagja a Jazz at Lincoln Center Orchestra-nak. Játszott afro-cubant stílusú Ninety Miles-ban, a Carnegie Hall Jazz Bandben. A Cseh Nemzeti Szimfonikusoknak megírta a The Black American Symphony for Quartet and Symphony Orchestra című művét. A Bázeli Szimfonikusok számára született a Sketches of Spain (2013) című lemeze.
Szerepelt Robert Altman „Kansas City” című filmjében, verskötete is megjelent, vendégelőadó volt a Tulane Egyetem... szóval nemigen tétlen.

## Lemezek
- 1995: From This Moment
- 1995: Gumbo Nouveau
- 1997: Fingerpainting: The Music of Herbie Hancock
- 1997: Doc Cheatham & Nicholas Payton
- 1998: Payton's Place
- 1999: Nick@Night
- 2001: Dear Louis
- 2003: Sonic Trance
- 2008: Into the Blue
- 2011: Bitches (In+Out)
- 2013: #BAM: Live at Bohemian Caverns
- 2013: Sketches of Spain
- 2014: Numbers
- 2015: Letters
- 2016: The Egyptian Second Line
- 2017: Afro-Caribbean Mixtape
- 2019: Relaxin' with Nick
- 2020: Quarantined with Nick
- 2020: Maestro Rhythm King (2020, LP)
- 2021: Smoke Sessions (2021)

## Díjak
1998: Grammy-díj a Stardust című lemezért.